# Серато, Арриго
Арриго Серато (итал. Arrigo Serato; 7 ноября 1877, Болонья — 27 декабря 1948, Рим) — итальянский скрипач. Сын Франческо Серато.
Окончил Болонский музыкальный лицей (1894), ученик Федерико Сарти. С 1895 г. в Берлине, совершенствовал своё мастерство под руководством Йозефа Иоахима, подружился с Ферруччо Бузони, некоторое время преподавал в Консерватории Штерна. В 1914—1915 гг. гастролировал в США, получив довольно сдержанный отзыв в связи с первым сольным концертом в Карнеги-холле. В 1925—1930 гг. выступал в составе фортепианного трио с Ильдебрандо Пиццетти и Энрико Майнарди, затем с Ренцо Лоренцони и Артуро Бонуччи. В 1932 г. оставил концертную деятельность.
В 1915—1926 гг. профессор римской Академии Санта-Чечилия, в дальнейшем постоянный руководитель мастер-классов в Академии Киджи. Среди его учеников разного времени — Тосси Спиваковский, Зигфрид Эберхардт, Франко Гулли, Рикардо Бренгола и др.